# Predigerkloster Zürich

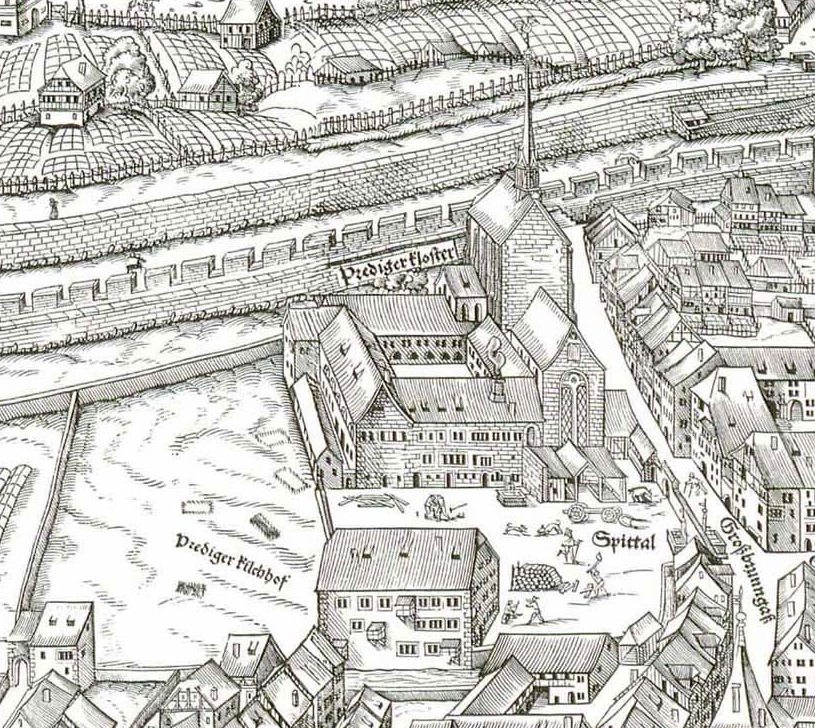
Ausschnitt aus dem Murerplan von 1576. Das Predigerkloster mit Spital und Kirchhof

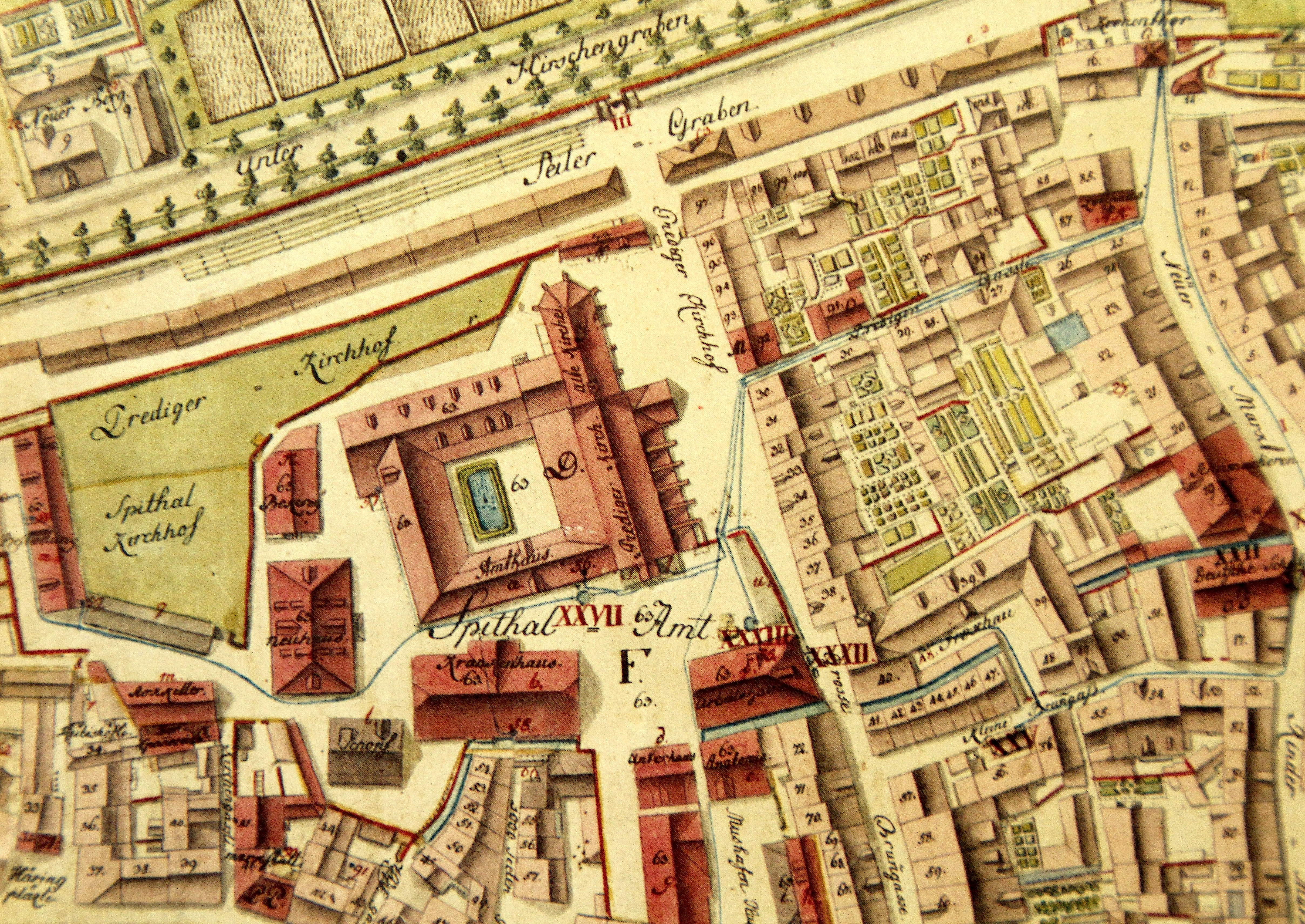
Die Gebäude des Predigerklosters auf dem Spitalplan von Johannes Müller von 1784

Das Predigerkloster war ein Kloster des Dominikanerordens innerhalb der Stadtmauern von Zürich. Es wurde 1231 erstmals erwähnt und 1524 anlässlich der Reformation aufgehoben. Es gehörte zur Ordensprovinz Teutonia.

## Geschichte

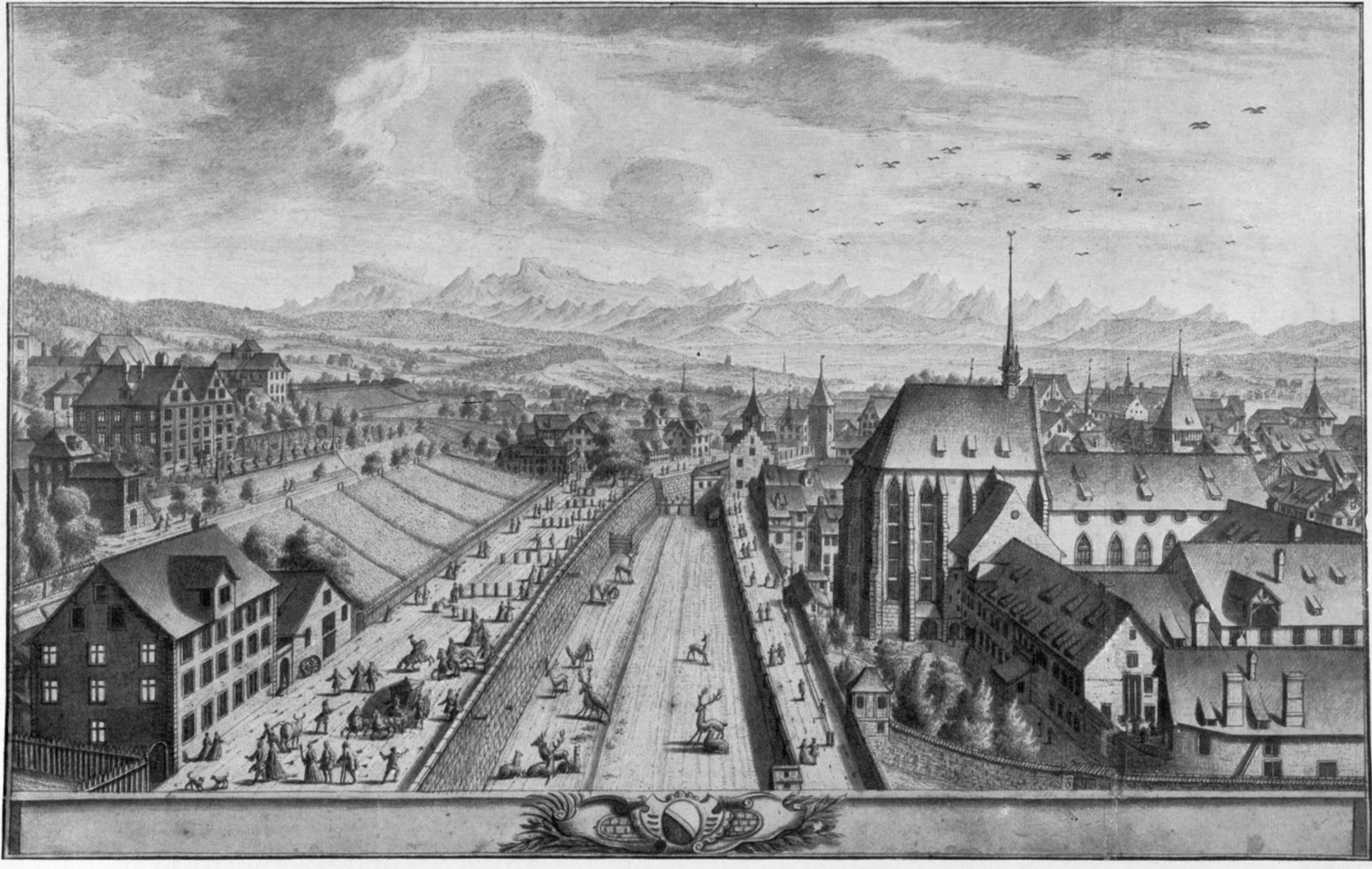
Blick auf das ehemalige Predigerkloster um 1750

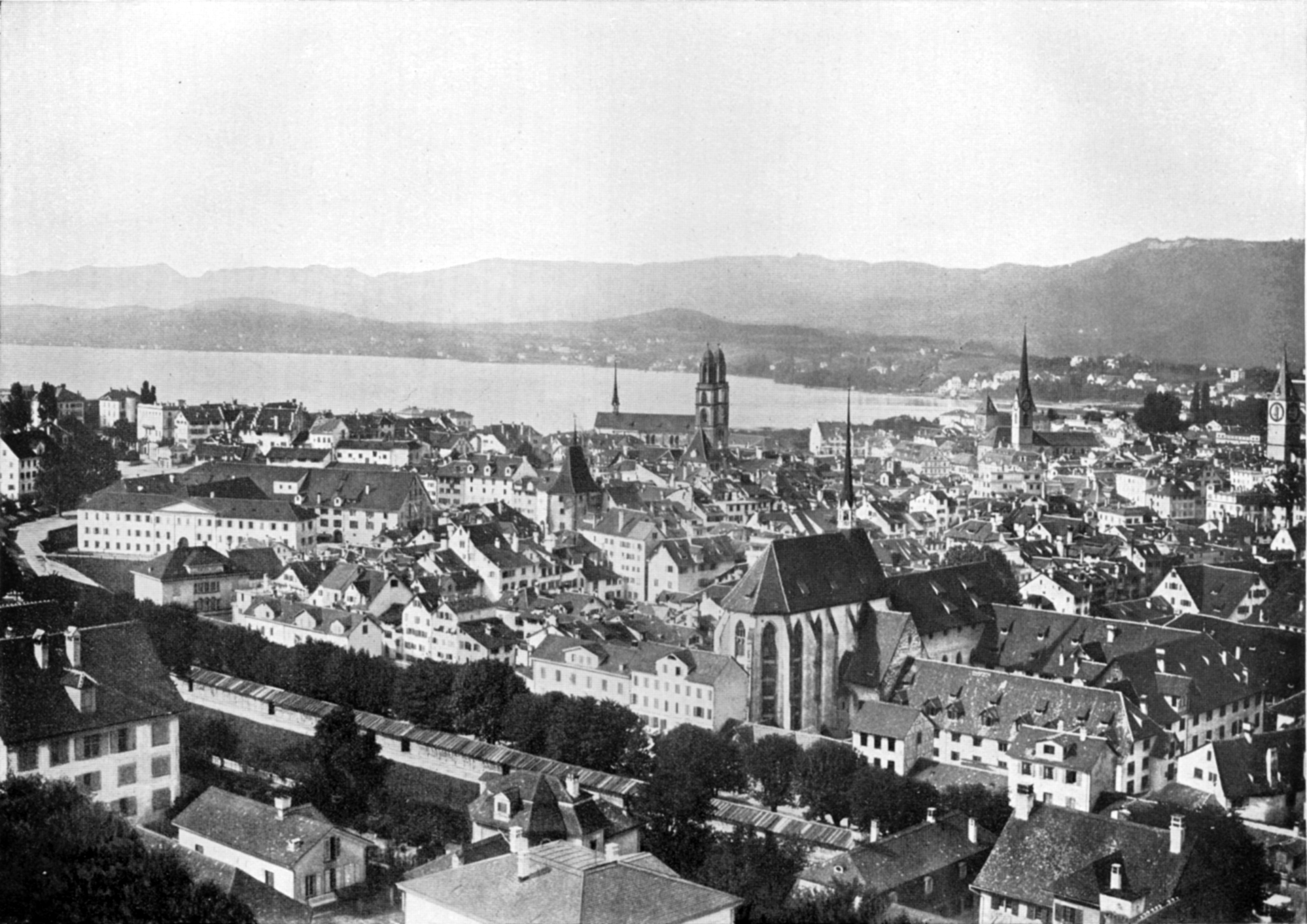
Blick auf die ehemaligen Konventsgebäude von der Polyterrasse vor 1878

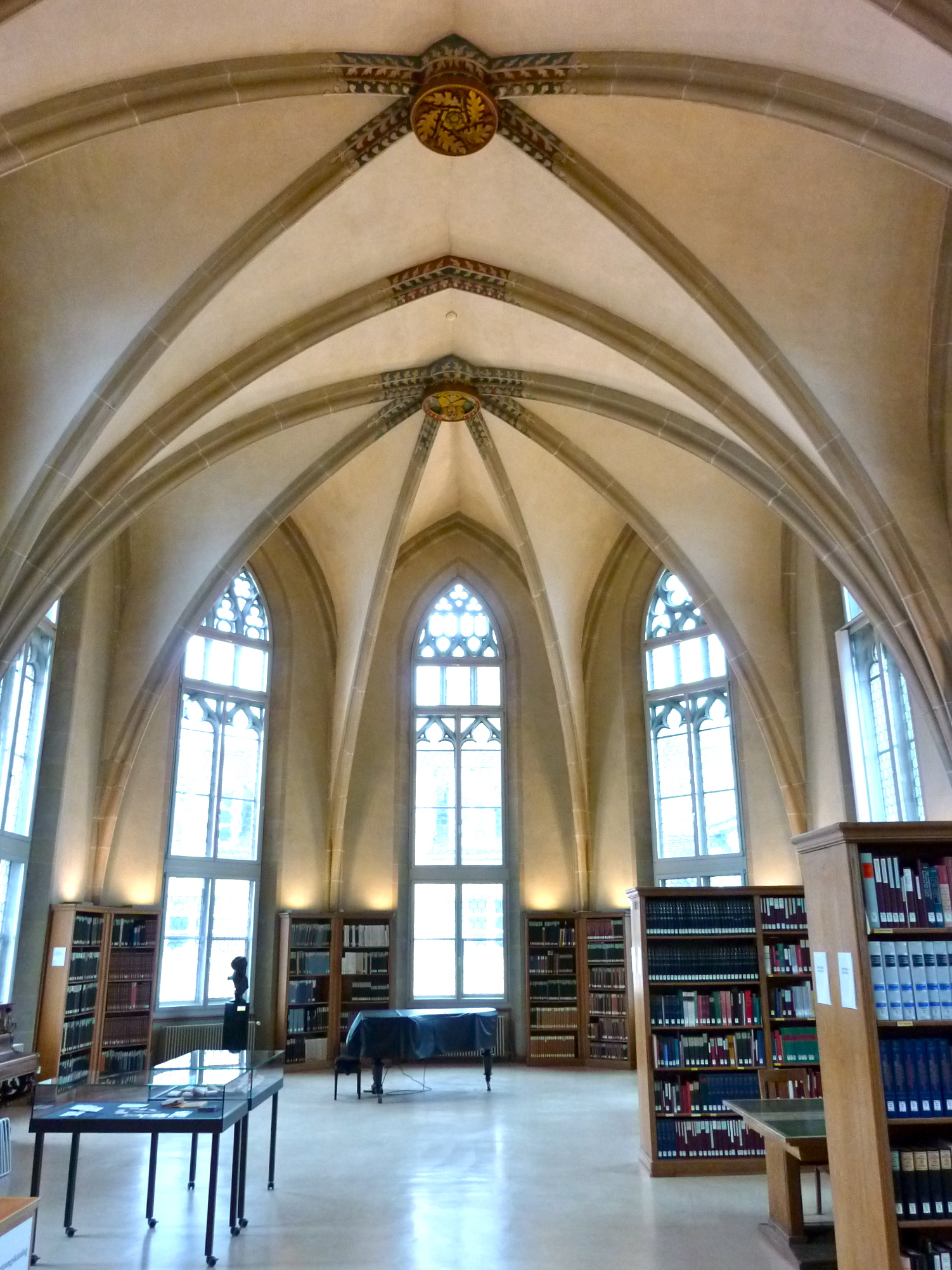
Ehemaliger Chor. Heute Musikaliensammlung der Zentralbibliothek

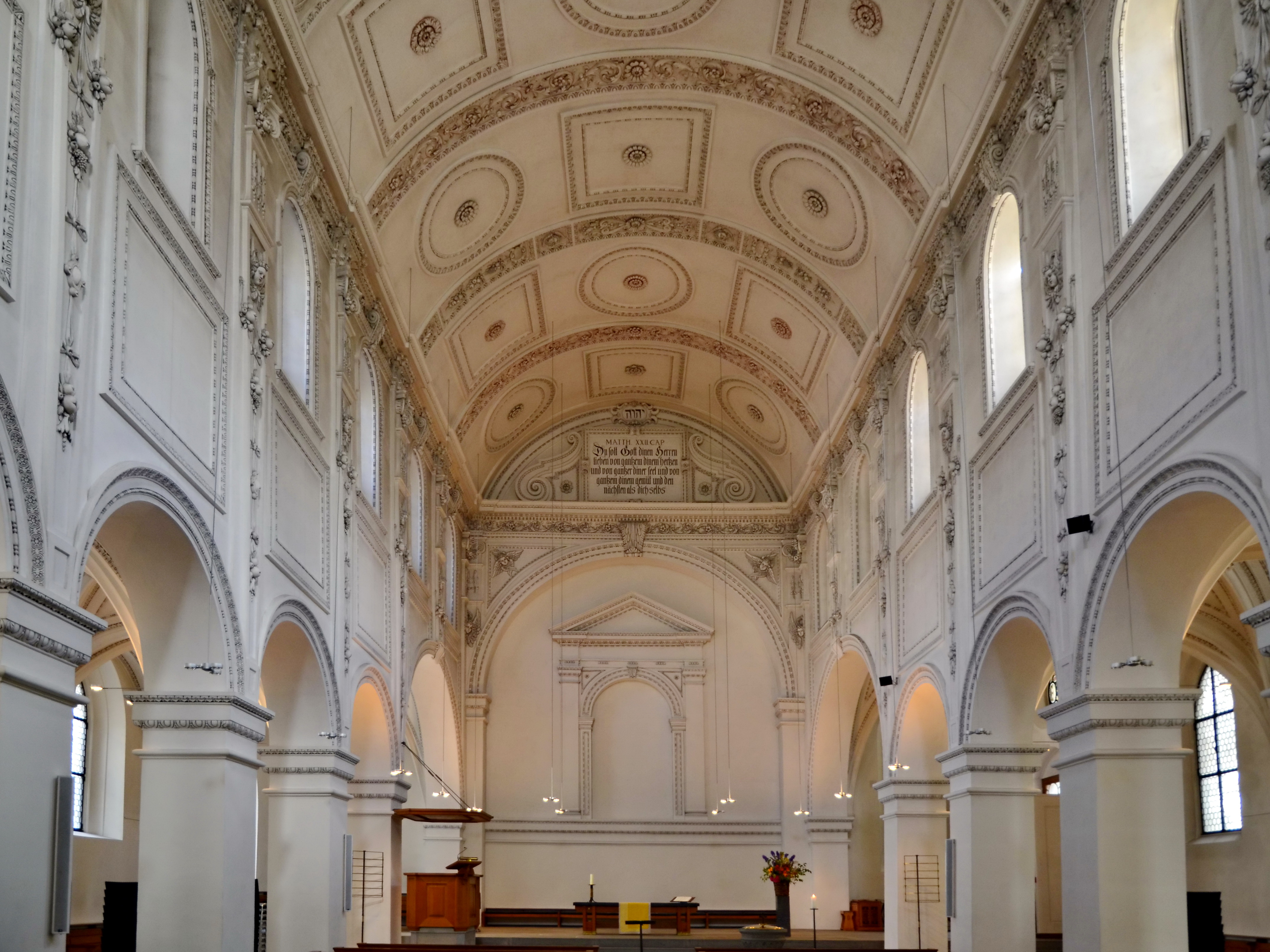
Innenansicht (2012)

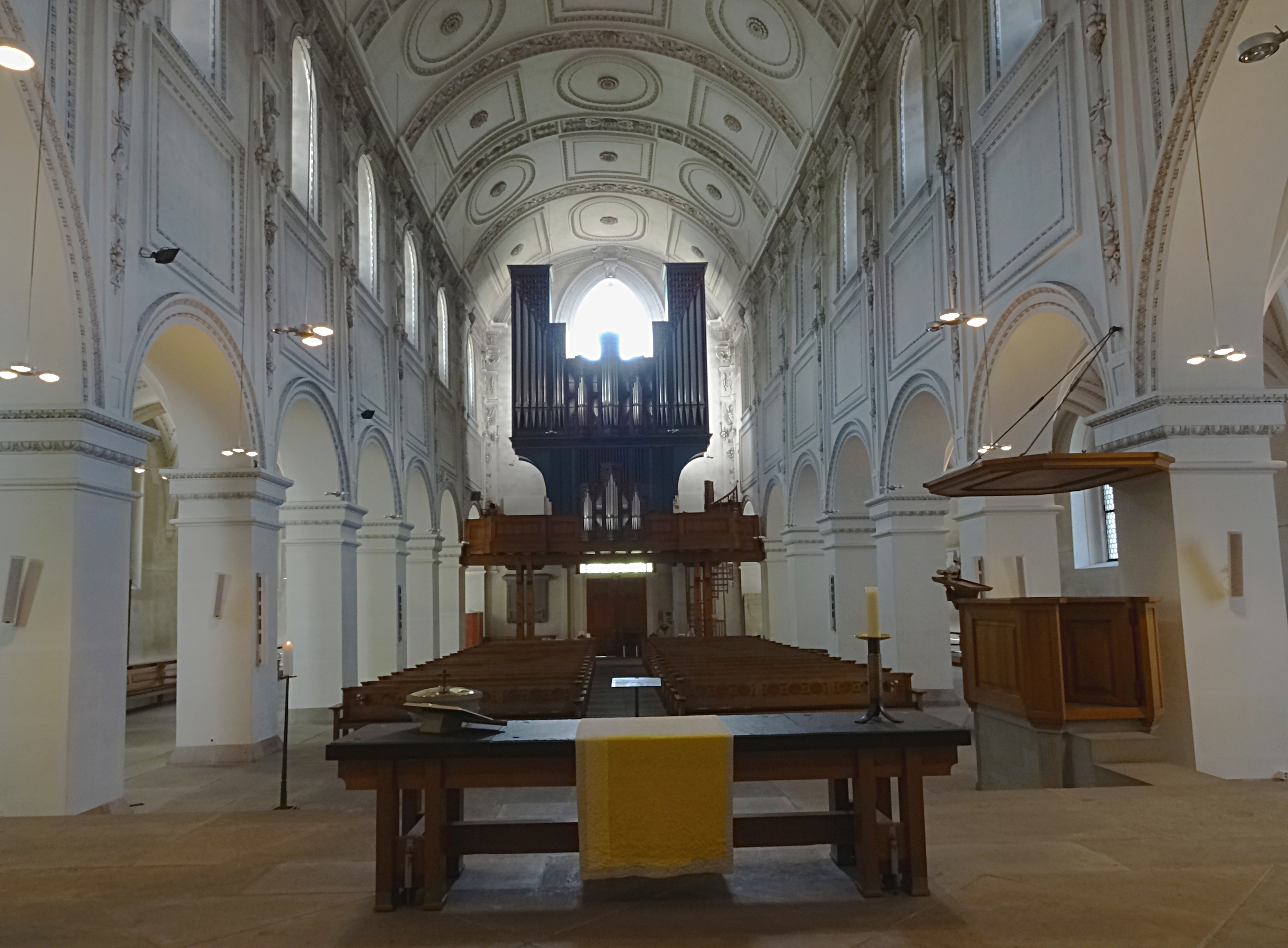
Blick zur Orgel (2017)

Das Predigerkloster in Zürich war eines der ersten Dominikanerklöster in der Region. Es entstand in einer Zeit, als zwischen der seit 1218 reichsfreien und aufstrebenden Stadt und den Herrschaftsansprüchen der Fraumünsterabtei und des Chorherrenstifts Grossmünster zunehmend Spannungen auftraten. So verweigerten die geistlichen Stiftungen mit Rückhalt des Bischofs von Konstanz 1230 einen finanziellen Beitrag an den Bau der Stadtmauer. Die Stadt unterstützte wohl deshalb die zu dieser Zeit populären Bettelorden, indem sie ihnen freie Bauplätze am Rand der Stadt zuwies und sie im Ausgleich zur Mithilfe beim Neubau der Stadtmauer bat. Die ersten Dominikaner in Zürich lebten laut dem Zürcher Chronisten Heinrich Brennwald um 1230 in der Stadelhofer Vorstadt. 1231 wurde erstmals erwähnt, dass in Zürich ein neues Kloster im Bau sei und für 1232 ist ein Landverkauf an der Prediger-Hofstatt an Prior Hugo von Ripelin († 1270) belegt, der offenbar das Kloster als erster leitete. Eine Gründungsurkunde ist nicht überliefert. In einem Tösser Indulgenzverzeichnis aus der Mitte des 14. Jahrhunderts wird aber erwähnt, dass der Zürcher Konvent am St. Markustag 1233 gegründet worden sei. Damit ist aber wohl die Aufnahme des Zürcher Konvents in den Dominikanerorden gemeint.
Die Errichtung der Zürcher Gemeinschaft fällt wohl ins Jahr 1230, wie dies Brennwald berichtet, und im folgenden Jahr zogen die Mönche mit Unterstützung der Bürgerschaft in die Stadt. Das Kloster bestand aus einer romanischen Kirche an der gleichen Stelle wie die heutige Predigerkirche. Die dreiflüglige Klosteranlage schloss sich nördlich der Kirche an. 1231 wird der Predigerkonvent erstmals in einer päpstlichen Urkunde erwähnt, aus der hervorgeht, dass die Dominikaner starken Widerstand von Seiten des etablierten städtischen Klerus zu gewärtigen hatten. Die Ankunft der Dominikaner in Zürich scheint auf jeden Fall einen wichtigen Schritt in den städtischen Autonomiebestrebungen markiert zu haben, da sich die Stadt damit in der Seelsorge von den etablierten Klöstern und vom Bistum Konstanz emanzipieren konnte.
Der Dominikanerorden gründete im 13. Jahrhundert in Zürich auch noch das Frauenkloster Oetenbach auf dem Sihlbühl. Auch die Gründung der Dominikanerklöster in Konstanz, Bern, Chur und Zofingen ging von Zürich aus. 1254 stärkte Papst Honorius III. die Stellung der Dominikaner, indem er dem Predigerkloster die Anlage eines Friedhofs erlaubte. Toten- und Gedenkmessen mussten aber noch bis ins 14. Jahrhundert im Grossmünster abgehalten werden, weil damit die meisten Einkünfte verbunden waren. Noch bis zur Reformation musste ein Viertel aller Einkünfte, die mit den Begräbnissen und Totenfeiern erzielt wurden, ans Grossmünster abgeliefert werden. 1280, 1413 und 1463 wurden Provinzialkapitel in Zürich abgehalten. Der Orden kaufte nach und nach 28 Wohnhäuser am heutigen Zähringer- und Predigerplatz.
Bereits im 13. und beginnenden 14. Jahrhundert betonten die Zürcher Dominikaner den aristokratisch-klerikalen Charakter ihres Konvents und standen in enger Verbindung zum Stadt- und Landadel Zürichs und der Umgebung. So wurden sie zu Kulturträgern der höfisch-patrizischen Kultur wie auch zum Herrschaftsinstrument der Eliten. Wegen seines grossen Terminbezirks wirkte der Zürcher Predigerkonvent überdies fast in der ganzen deutschsprachigen Schweiz Einfluss aus. Einen wichtigen Beitrag lieferte der Dominikanerorden überdies in der Frauenseelsorge über die Klöster Oetenbach und Töss sowie über die sozial heterogenen, rein städtischen Frauengemeinschaften der Beginen. Diese lebten in Zürich beim Prediger- und Barfüsserkloster in separaten Quartieren ausserhalb der Klöster. Im Predigerkloster arbeitete die erste Druckerei in Zürich. Unter der Leitung des gelehrten Dominikaners Albert von Weissenstein (Albertus de Albo Lapide, um 1430 – um 1479) arbeitete der Schriftgiesser und Drucker Sigmund Rot (um 1450 – nach 1490) aus Lothringen. Zwischen 1479 und 1481 druckte er hier 14 kleine Publikationen, meist Einblattdrucke (Ablassbriefe, Kalender und Horoskope) und eine lateinische Erklärung zum Gesang Salve Regina.
Der Terminbezirk der Zürcher Dominikaner umfasste nach der Gründung der Konvente in Basel, Konstanz und Lausanne die Bistümer Sitten und Chur, grenznahe Gebiete im Schwarzwald und Klettgau sowie die heute in der Schweiz gelegenen Gebiete des Bistums Konstanz mit Ausnahme der heutigen Kantone Schaffhausen, beider Appenzell und Thurgau sowie der Gebiete der Fürstabtei St. Gallen und der Vogtei Rheintal. Nach der Gründung der Konvente in Bern, Chur und Zofingen verblieben noch der Kanton Zürich, die Grafschaft Baden, das Freiamt, Obwalden, Nidwalden, Zug, die Grafschaft Uznach, Teile von Glarus, Uri und des Gasterlandes sowie grenznahe Gebiete im Schwarzwald und Klettgau im Zürcher Terminbezirk.
Die Klosterkirche wurde in der ersten Hälfte des 14. Jahrhunderts umgebaut und der Chor 1308–1350 in für Zürich ungewöhnlicher Höhe neu aufgebaut, so dass er das ganze Quartier überragt. Er gilt als bedeutendstes hochgotisches Bauwerk in Zürich. 1503 wurde noch eine Orgel eingebaut. Über das Innere der Klosterkirche vor der Reformation ist wenig bekannt. Auch in Zürich kam es wegen des schnellen Machtzuwachses der von den Dominikanern angeführten Armutsbewegung bald zu Konflikten mit der städtischen Obrigkeit, weil die Bettelorden ihre Besitzlosigkeit bald aufgaben. Sobald die Prediger in Zürich über eigenen Besitz und Einkünfte verfügten, waren sie für den Rat ebenso eine Konkurrenz wie die etablierten Stifte Fraumünster und Grossmünster. Der Einfluss der Dominikaner in Zürich schwand deshalb schon im 14. Jahrhundert, weil die Stadt selbst eine Sozialfürsorge aufbaute. Innerhalb der Stadt wurden die Prediger deshalb bald auf die Funktion von Quartierpfarrern reduziert und am 3. Dezember 1524 wurde der Predigerkonvent im Zuge der Zürcher Reformation ganz aufgehoben. Die letzten Mönche zogen ins Barfüsserkloster. Der Gottesdienst in der Kirche wurde eingestellt, die Gebäude und Einkünfte des Klosters wurden dem benachbarten Zürcher Heilig-Geist-Spital zugewiesen.

## Predigerkirche nach 1524

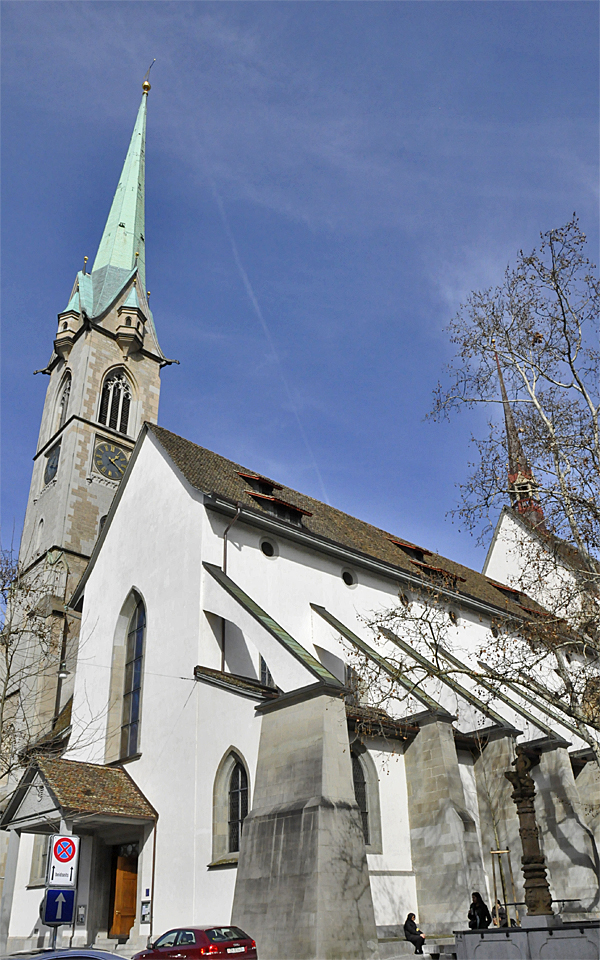
Aussenansicht der Predigerkirche (2010)

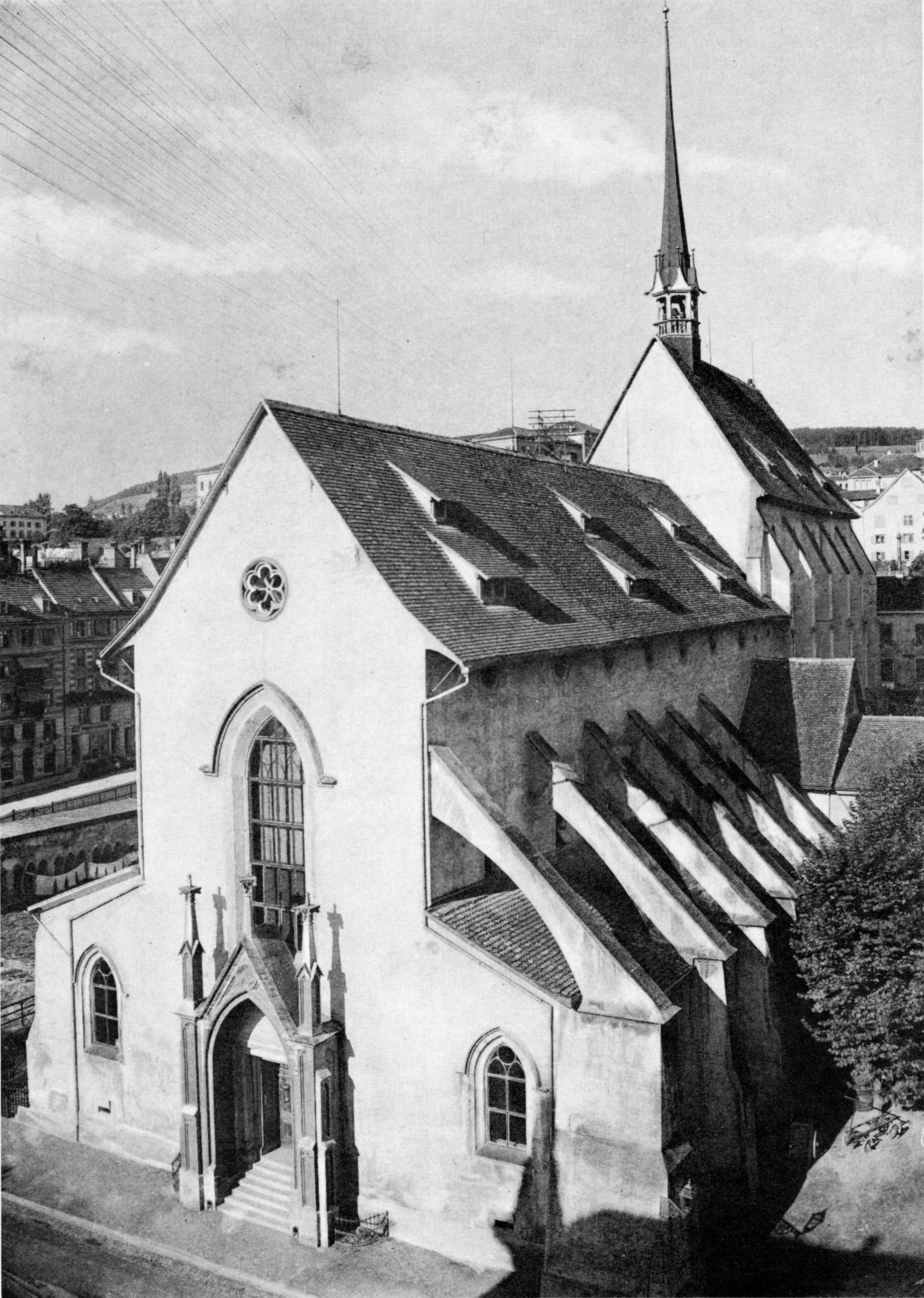
Predigerkirche ohne Turm nach dem Abriss der Konventsgebäude

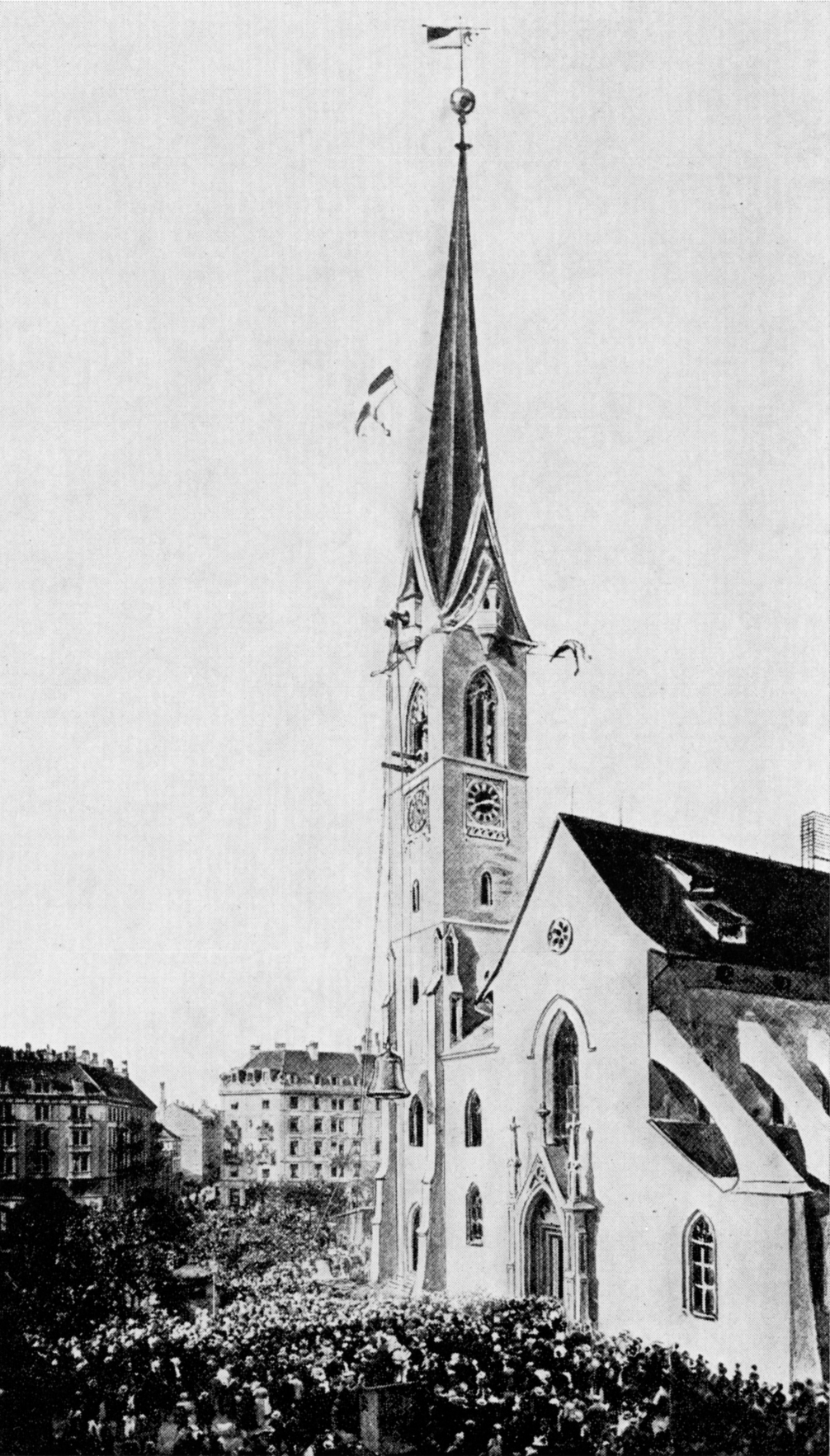
Glockenaufzug auf den neu errichteten Turm am 11. Oktober 1900

Die Klosterkirche wurde vom Spital zunächst als Trotte verwendet. 1541/1542 wurden verschiedene Umbauten vorgenommen, unter anderem wurde eine Trennmauer zwischen Chor und Schiff eingezogen. Der Chor wurde danach durch den Einzug von fünf Zwischenböden unterteilt, so dass 1544–1607 im Erdgeschoss wieder Gottesdienst für die Einwohner des Niederdorfs abgehalten werden konnte. Der Pfarrer der «Predigern» wurde zuerst der Grossmünster-Pfarrei unterstellt und 1571 in den Rang eines Grossmünster-Chorherrn erhoben. 1575 erhielt er die Erlaubnis, das Abendmahl auszuteilen. Die oberen Geschosse des Chors dienten als Kornschütte.
Der Zürcher Rat beschloss am 21. Januar 1607, den Gottesdienst ins abgetrennte Kirchenschiff zu verlagern und liess dieses deshalb im Stil des Barock umbauen und renovieren. Ein hölzernes Tonnengewölbe wurde eingezogen und die Wände und Gewölbe mit Stuckaturen überzogen. Der Lichtgaden und der Dachstuhl wurden erhöht und an der Südseite ein Prunkportal mit Vorhalle angebaut. 1614 wurde die Predigerkirche zu einer eigenständigen Pfarrei erhoben und formte die Kirchgemeinde Predigern, der die Wachten Neumarkt und Niederdorf innerhalb der Stadt sowie die Gemeinden Oberstrass, Unterstrass und Fluntern zugewiesen wurden. 1648 liess die Gemeinde eine neue Empore einbauen. Kurz darauf mussten 1663 an der Südseite grosse Strebepfeiler angebaut werden, weil die Stabilität des Gebäudes wegen des zusätzlichen Gewichts des neu eingebauten Tonnengewölbes fraglich schien.
Der Chor wurde im 19. Jahrhundert verschiedentlich zu Lagerzwecken verwendet und diente ab 1803 als Kantons- und Universitätsbibliothek. 1917 wurden die Kantonsbibliothek aus dem Chor ausgelagert und die Böden herausgerissen, allerdings 1919 wieder neu eingezogen, um Raum für das Staatsarchiv zu schaffen. Heute werden die Räumlichkeiten für die Zentralbibliothek, insbesondere deren Musikabteilung genutzt.
1799 wurde die Kirche für den katholischen Gottesdienst freigegeben, aber bereits am 17. Oktober 1801 wieder in eine reformierte Kirche umgewandelt. Beim Brand der Konventsgebäude 1887 brannte ein Teil des Dachstuhls des Schiffs nieder, die Kirche konnte jedoch vor den Flammen gerettet werden. Die grössten baulichen Veränderungen in dieser Zeit waren neue Fenster, die 1899 ausgebrochen wurden, ein neues Portal an der Westseite des Schiffs im neugotischen Stil sowie der 97 m hohe Turm, der 1898–1900 nach Plänen von Gustav Gull von Friedrich Wehrli erbaut wurde.
Die Kirche ist seit 1897 Eigentum der Kirchgemeinde Predigern. In den 1960er Jahren wurde sie renoviert, 1967 wieder eingeweiht. Heute wird sie genutzt als offene Stadtkirche mit ökumenischem Profil.
Der Prediger-Friedhof an der Zähringerstrasse wurde 1843 aufgelöst und gegen ein Areal auf der Hohen Promenade abgetauscht.

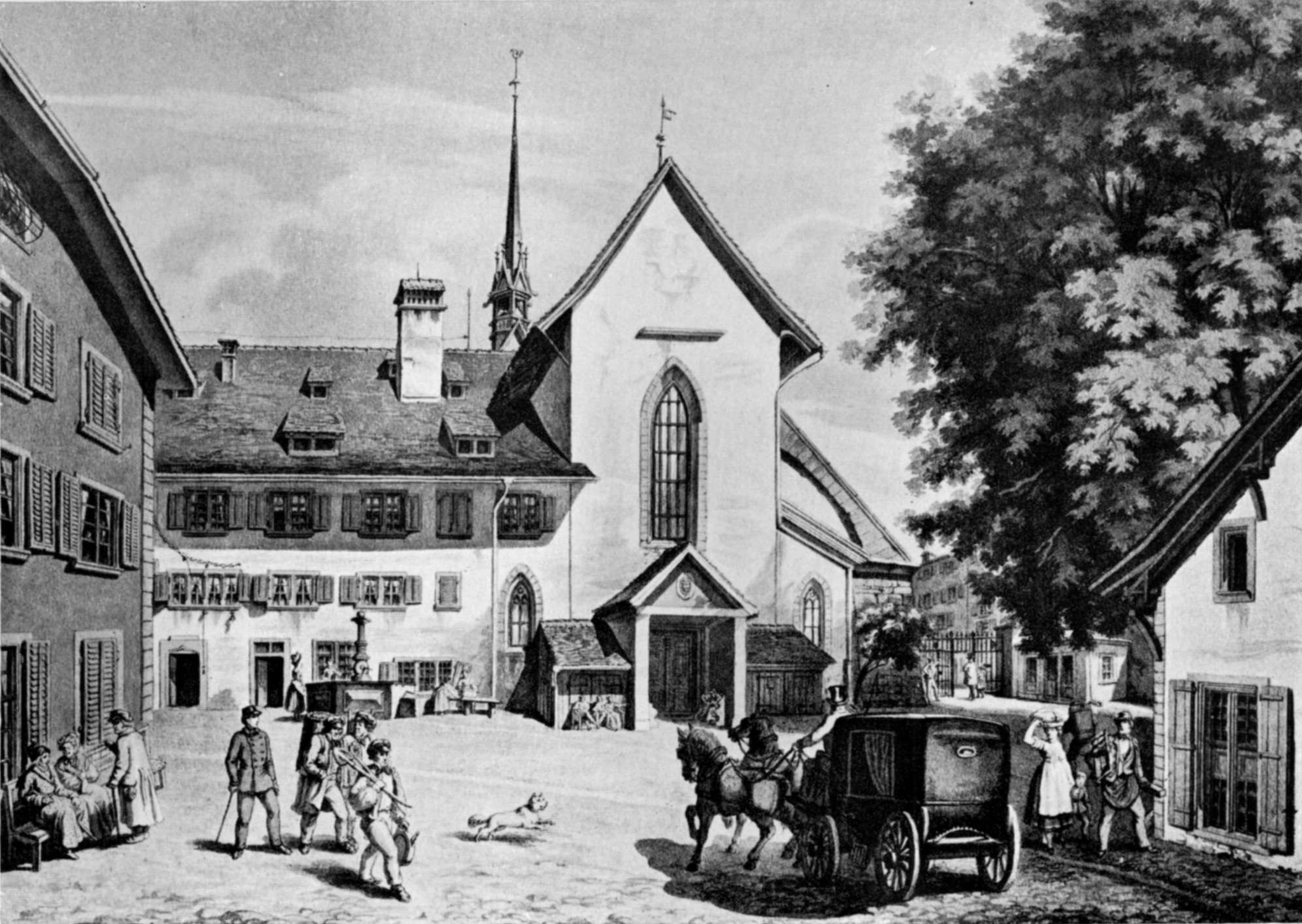
Predigerkloster im 19. Jahrhundert
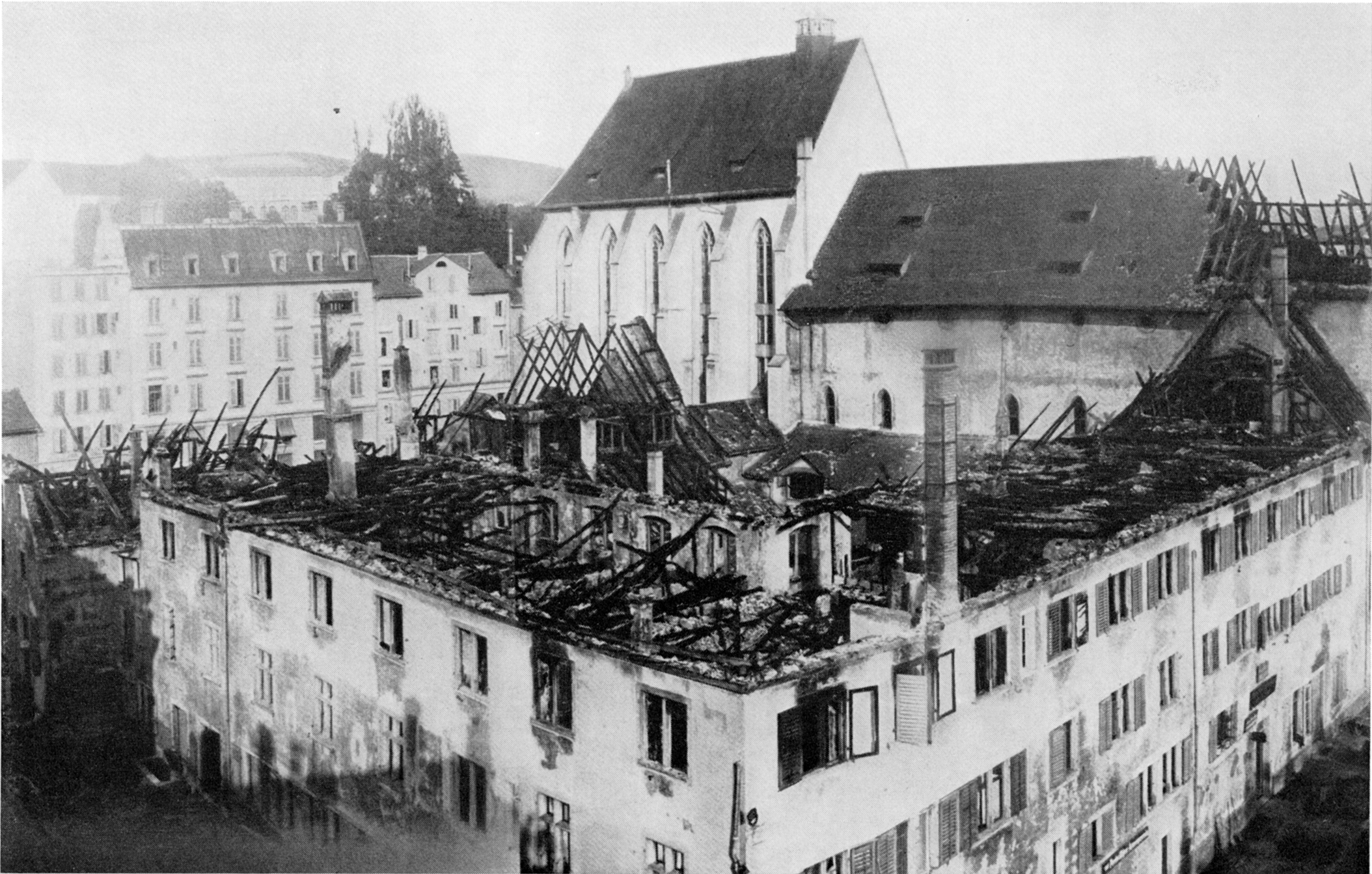
Konventsgebäude nach dem Brand vom 25./26. Juni 1887
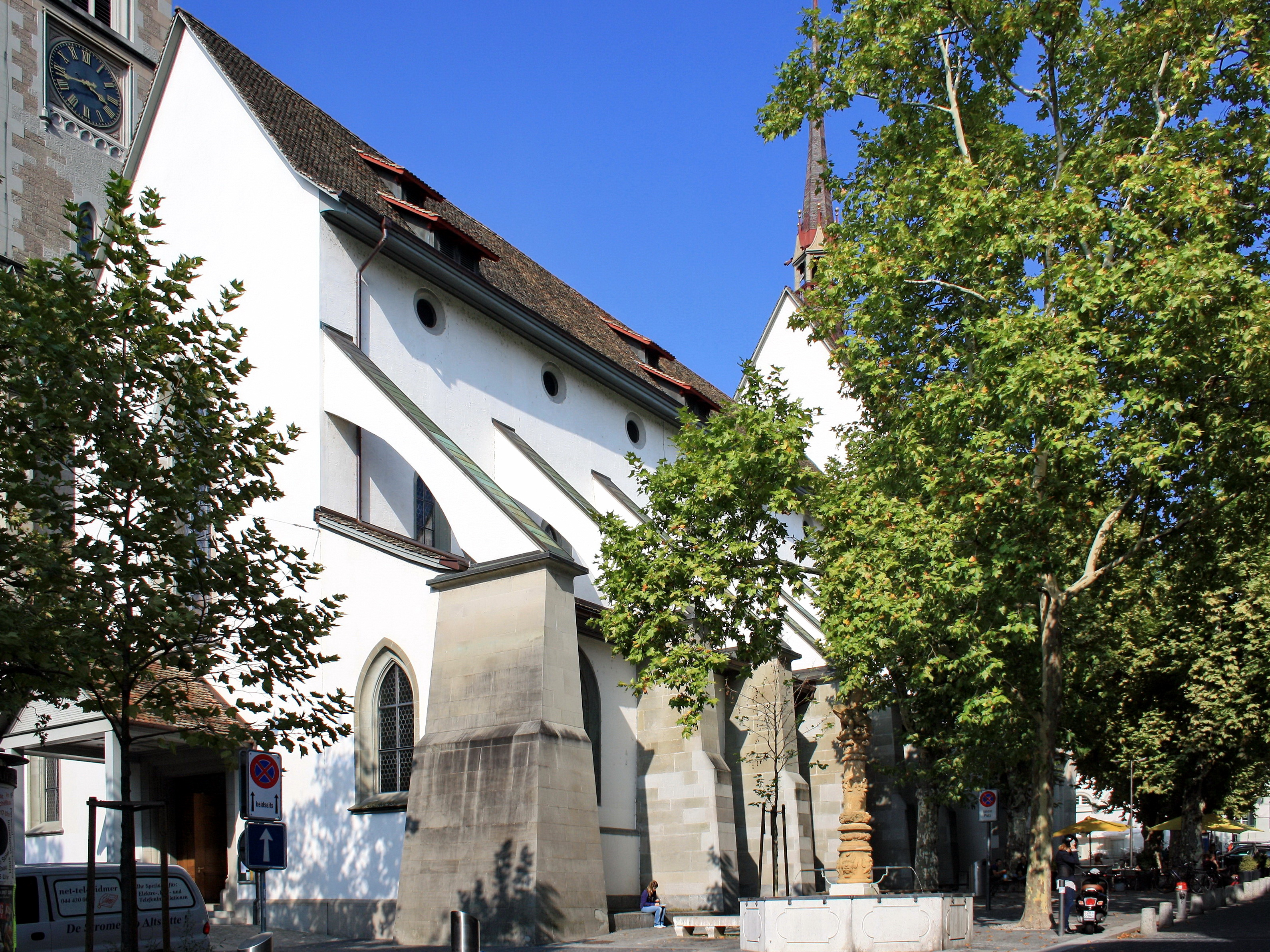
Predigerkirche heute, Ansicht von der Brunngasse
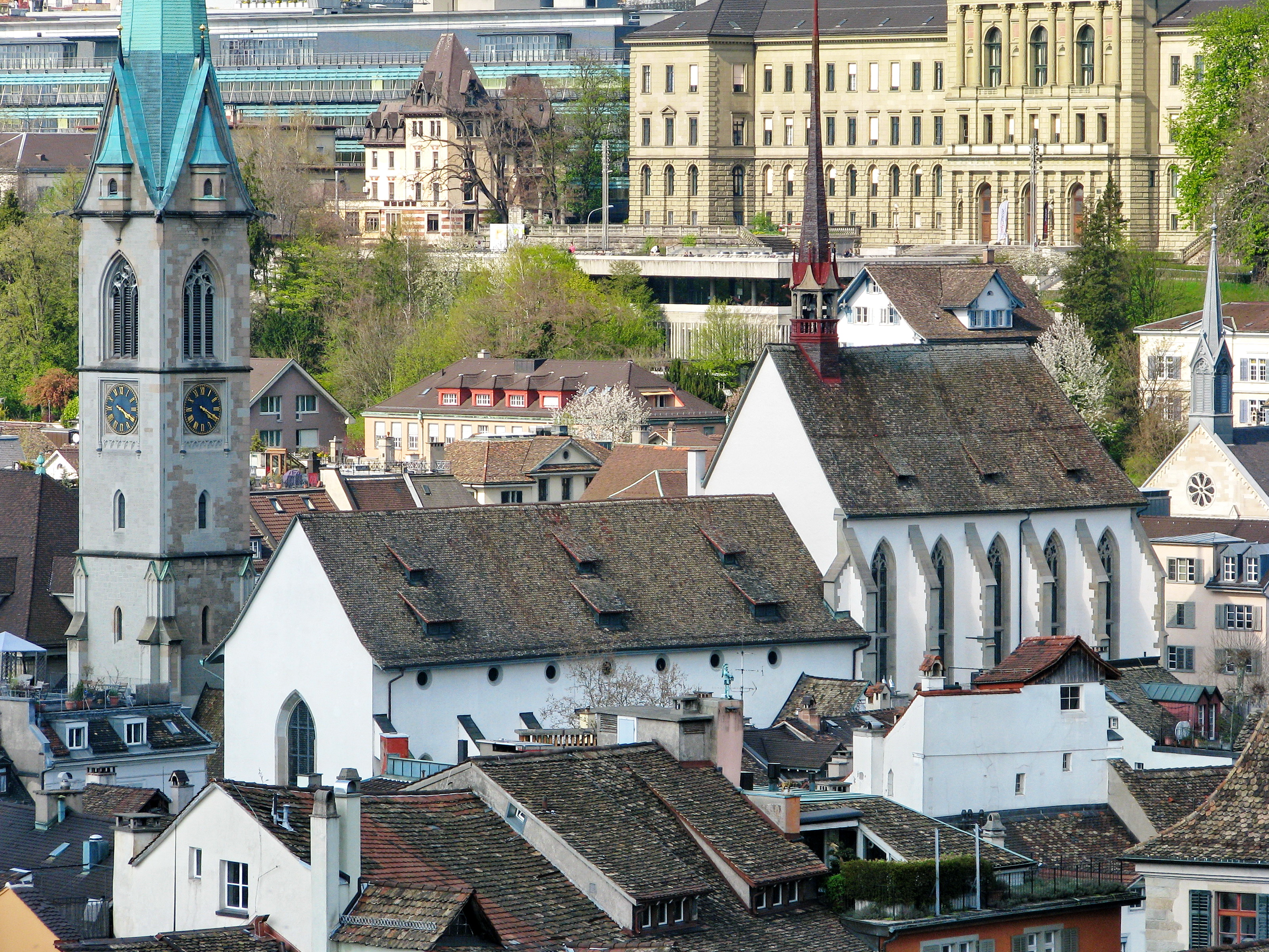
Ansicht vom Karlsturm des Grossmünsters
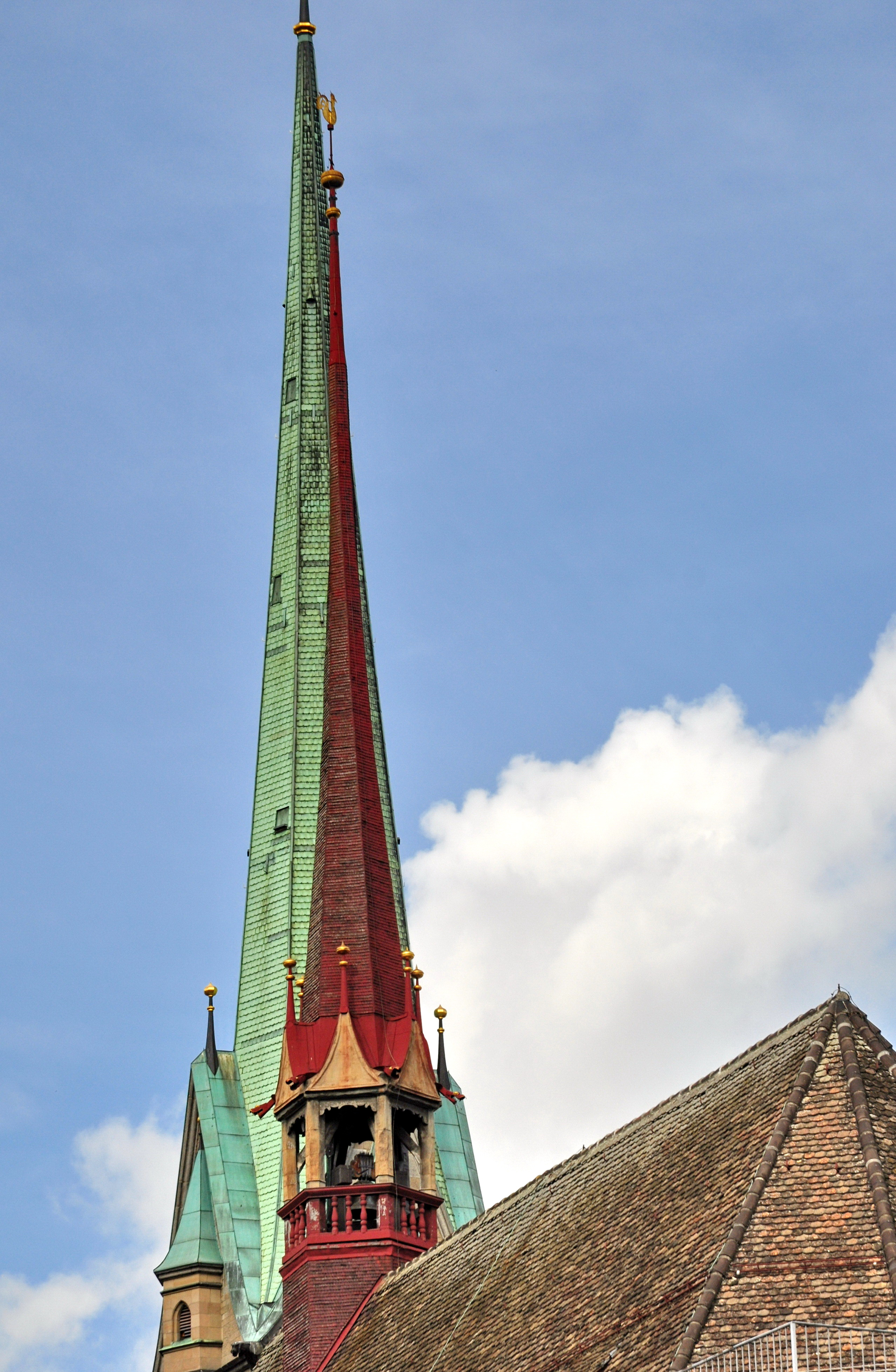
Chordachreiter vor der Sanierung. Hinten steht der Glockenturm.
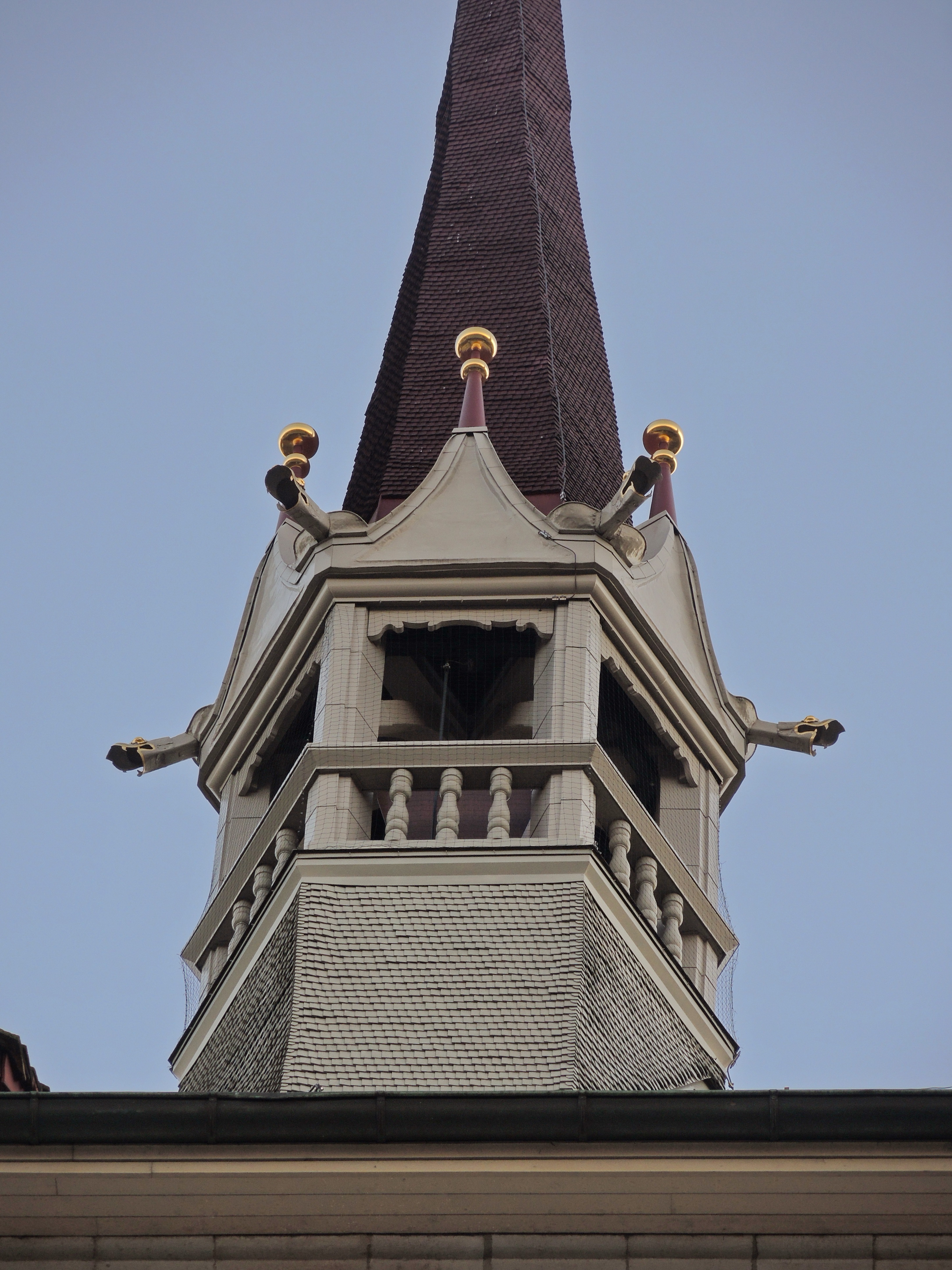
Chordachreiter nach der Sanierung.

## Glocken
Im Kirchturm befindet sich ein fünfstimmiges Geläut, das von der Firma H. Rüetschi, Aarau im Jahr 1900 gegossen wurde. Am 11. Oktober 1900 wurden die Glocken in den Turm aufgezogen.
Die Glocke im Dachreiter stammt aus dem Jahr 1451 (Inschrift) und ist in Zürich die älteste Kirchenglocke am ursprünglichen Standort. Die Befestigung der Glocke erfolgt mit Metallbändern, die vertikal in den Eichensockel und in 35 Zentimeter horizontale Flacheisendurchgänge eingelegt werden. Bemerkenswert ist die Lagerung der Glocke, da die Achse der Glocke aus dem First herausragt, sich auf dem hammerförmigen Kopf abrollt und der Rollweg beim Läuten der Glocke nur etwa 7 Zentimeter beträgt. Zur Herstellung der Querkraftverbindungen zur Glockenachse wird es mit den Außenverblechungen verbunden und mit Holzschrauben unter dem Glockenstubeboden befestigt. Diese Glocke läutet nur einmal im Jahr.

## Orgeln

### Hauptorgel
Die Orgel auf der Empore wurde 1970 durch Orgelbau Kuhn erbaut. Das Schleifladen-Instrument hat 46 Register auf drei Manualen und Pedal. Die Spieltrakturen sind mechanisch, die Registertrakturen sind elektropneumatisch.
| I Rückpositiv C–g3 |                 |       |
| 1.                 | Gedackt         | 8′    |
| 2.                 | Quintatön       | 8′    |
| 3.                 | Principal       | 4′    |
| 4.                 | Blockflöte      | 4′    |
| 5.                 | Sesquialtera II | 2 ⁄3′ |
| 6.                 | Octave          | 2′    |
| 7.                 | Quinte          | 1 ⁄3′ |
| 8.                 | Scharf III      | 1′    |
| 9.                 | Krummhorn       | 8′    |
|                    | Tremulant       |       |

| II Hauptwerk C–g3 |                |       |
| 10.               | Pommer         | 16′   |
| 11.               | Principal      | 8′    |
| 12.               | Suavial        | 8′    |
| 13.               | Koppelflöte    | 8′    |
| 14.               | Viola di Gamba | 8′    |
| 15.               | Octave         | 4′    |
| 16.               | Spitzflöte     | 4′    |
| 17.               | Quinte         | 2 ⁄3′ |
| 18.               | Superoctave    | 2′    |
| 19.               | Mixtur IV      | 1 ⁄3′ |
| 20.               | Cymbel III     | 1⁄2′  |
| 21.               | Cornett V      | 8′    |
| 22.               | Trompete       | 8′    |

| III Schwellwerk C–g3 |             |        |
| 23.                  | Holzgedackt | 8′     |
| 24.                  | Salicet     | 8′     |
| 25.                  | Schwebung   | 8′     |
| 26.                  | Principal   | 4′     |
| 27.                  | Rohrflöte   | 4′     |
| 28.                  | Nazard      | 2 ⁄3′  |
| 29.                  | Waldflöte   | 2′     |
| 30.                  | Terz        | 1 3⁄5′ |
| 31.                  | Sifflöte    | 1′     |
| 32.                  | Mixtur IV   | 1′     |
| 33.                  | Dulcian     | 16′    |
| 34.                  | Schalmei    | 8′     |
| 35.                  | Vox Humana  | 8′     |
|                      | Tremulant   |        |

| Pedal C–f1 |               |     |
| 36.        | Untersatz     | 32′ |
| 37.        | Principalbass | 16′ |
| 38.        | Subbass       | 16′ |
| 39.        | Octavbass     | 8′  |
| 40.        | Spillflöte    | 8′  |
| 41.        | Octave        | 4′  |
| 42.        | Nachthorn     | 4′  |
| 43.        | Mixtur V      | 2′  |
| 44.        | Posaune       | 16′ |
| 45.        | Zinke         | 8′  |
| 46.        | Klarine       | 4′  |

- Koppeln: I/II, III/I, III/II, I/P, II/P, III/P

### Chororgel
2015 erfolgte die Aufstellung einer 1886 von James Conacher in Huddersfield erbauten englischen Chororgel, die bis 2012 in der Methodist Church von Ingbirchworth (Nordengland) gestanden hatte. Nach einigen Erweiterungen umfasst sie 15 Register auf zwei Manualen und Pedal.

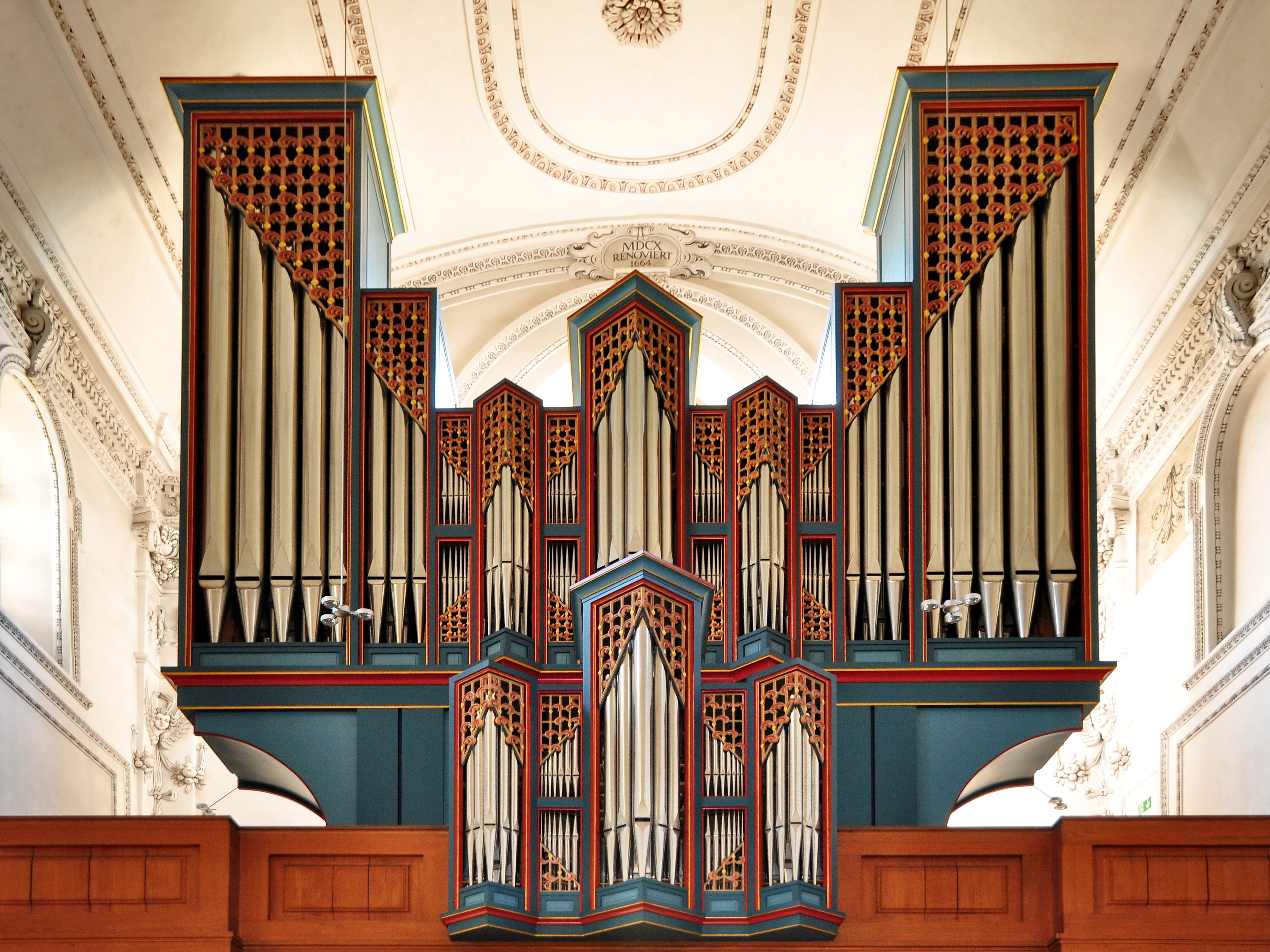
Hauptorgel der Predigerkirche
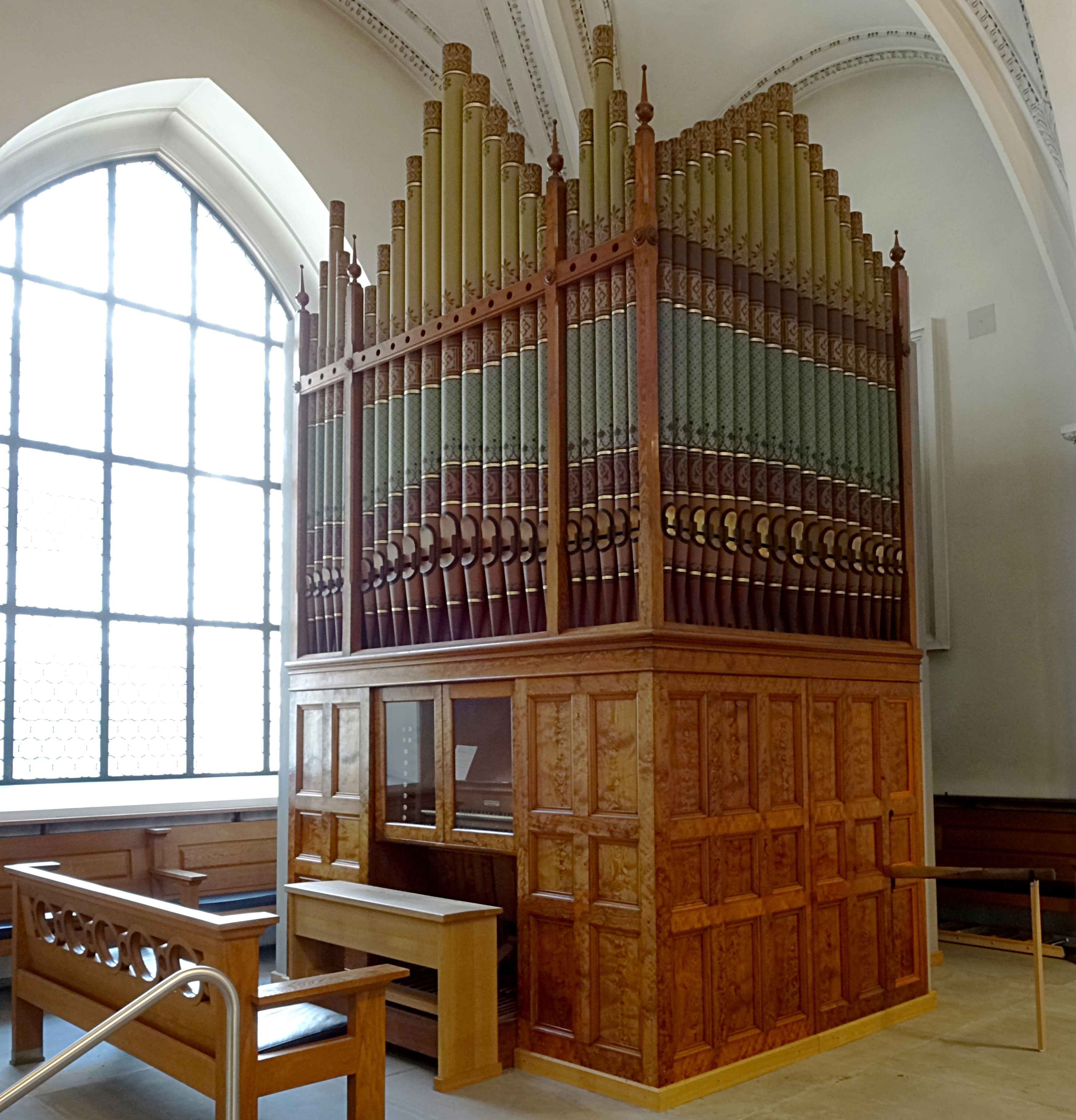
Chororgel von James Conacher
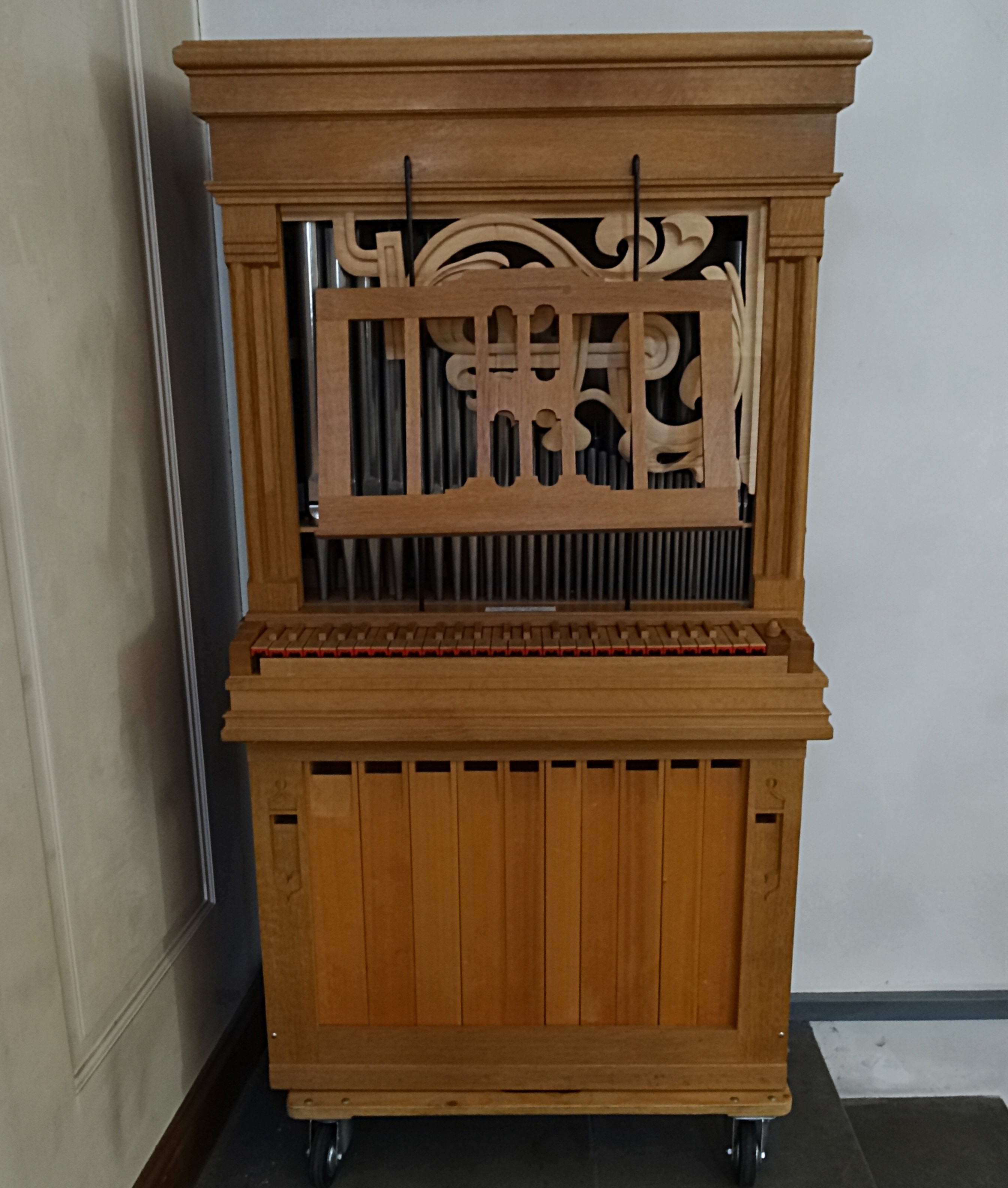
Orgelpositiv von Gerrit Cornelis Klop

## Konventsgebäude

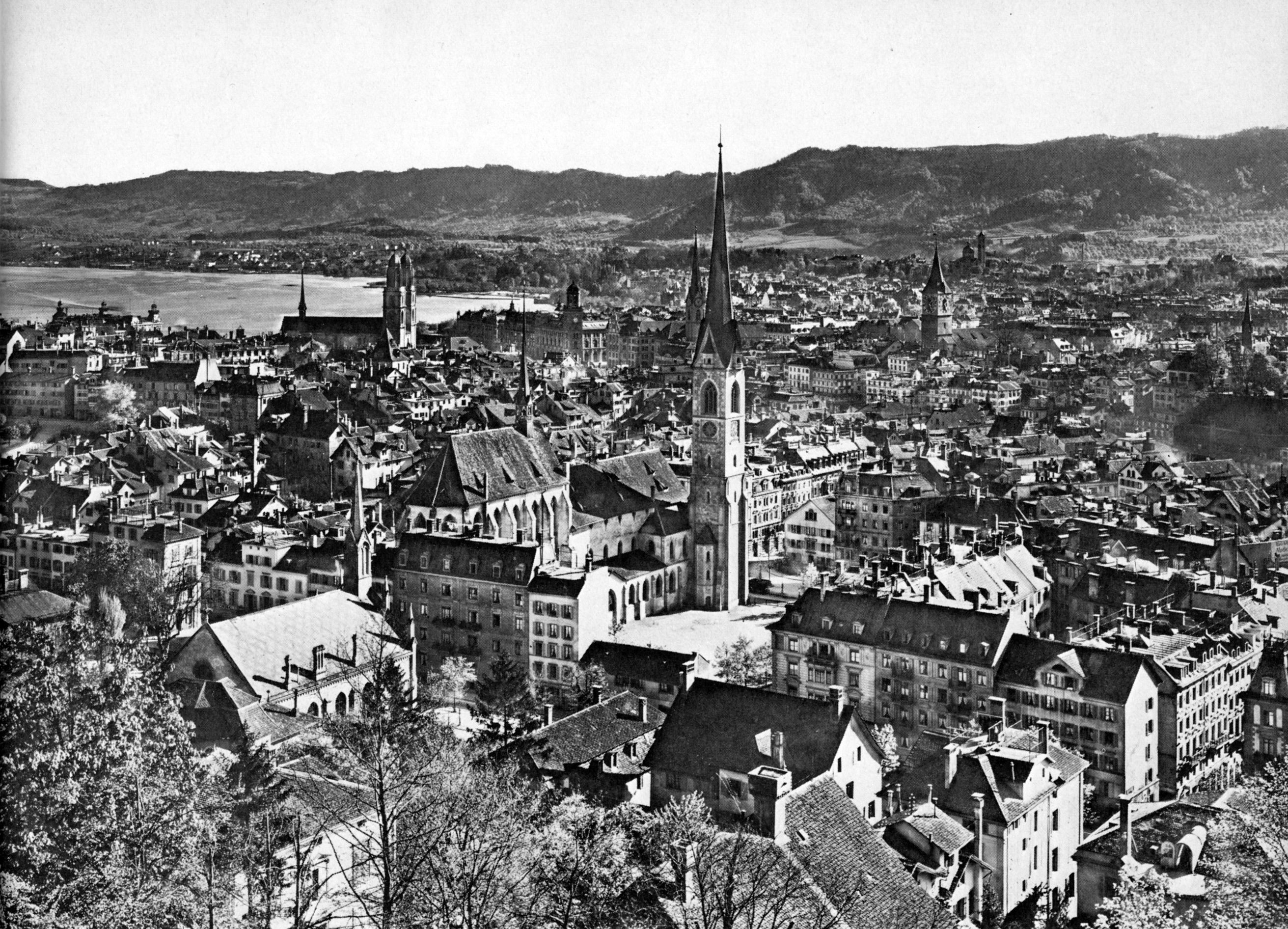
Blick auf die Predigerkirche mit dem Bauplatz für die Zentralbibliothek zwischen 1900 und 1915

Die ehemaligen Konventsgebäude wurden nach der Aufhebung des Klosters ebenfalls vom Spital verwendet. Nach dem Bau des neuen Kantonsspitals 1842 wurden sie zur «Versorgungsanstalt», wo chronisch Kranke, Alte, unheilbar Geisteskranke etc. untergebracht wurden. Bereits die Zeitgenossen beklagten unhaltbare Zustände, die erst durch den Bezug des Burghölzli 1870 beendet wurden. Die Gebäude wurden 1873 an die Stadt Zürich verkauft, die sie zur Unterbringung mittelloser Bürger nutzte. Am 25. Juni 1887 brannten die alten Konventsgebäude nieder. Nur die Predigerkirche konnte gerettet werden. Die Ruinen wurden noch 1887 abgetragen, die Wiese war in den folgenden Jahren für Quartierfeste genutzt. Am 28. Juni 1914 bejahte das Zürcher Stimmvolk die Errichtung der Zürcher Zentralbibliothek auf dem Bauplatz, die nach den Plänen von Hermann Fietz bis 1917 vollendet wurde.